# ميخائيل كيني
ميخائيل كيني (بالإنجليزية: Michael Kenny)‏ هو رسام بريطاني، ولد في 10 يونيو 1941 في ليفربول في المملكة المتحدة، وتوفي في 28 ديسمبر 1999.